# Tamanredjo
Tamanredjo es uno de los ressorts, en holandés ressort, en los que está subdividido el Distrito de Commewijne en Surinam. Se encuentra al sur de Alkmaar, sobre la carretera que atraviesa la nación desde Albina hasta Nieuw Nickerie, y es un lugar de abastecimiento de gasolina en la región; el ressort tiene alrededor de 5500 habitantes. Fue construido 1937 como una aldea para los inmigrantes de Java, en la actualidad es uno de los mayores asentamientos de la población del distrito., se asienta en las coordenadas: 5°46′N 55°0′O / 5.767, -55.000